# Historia del uniforme del VfB Stuttgart

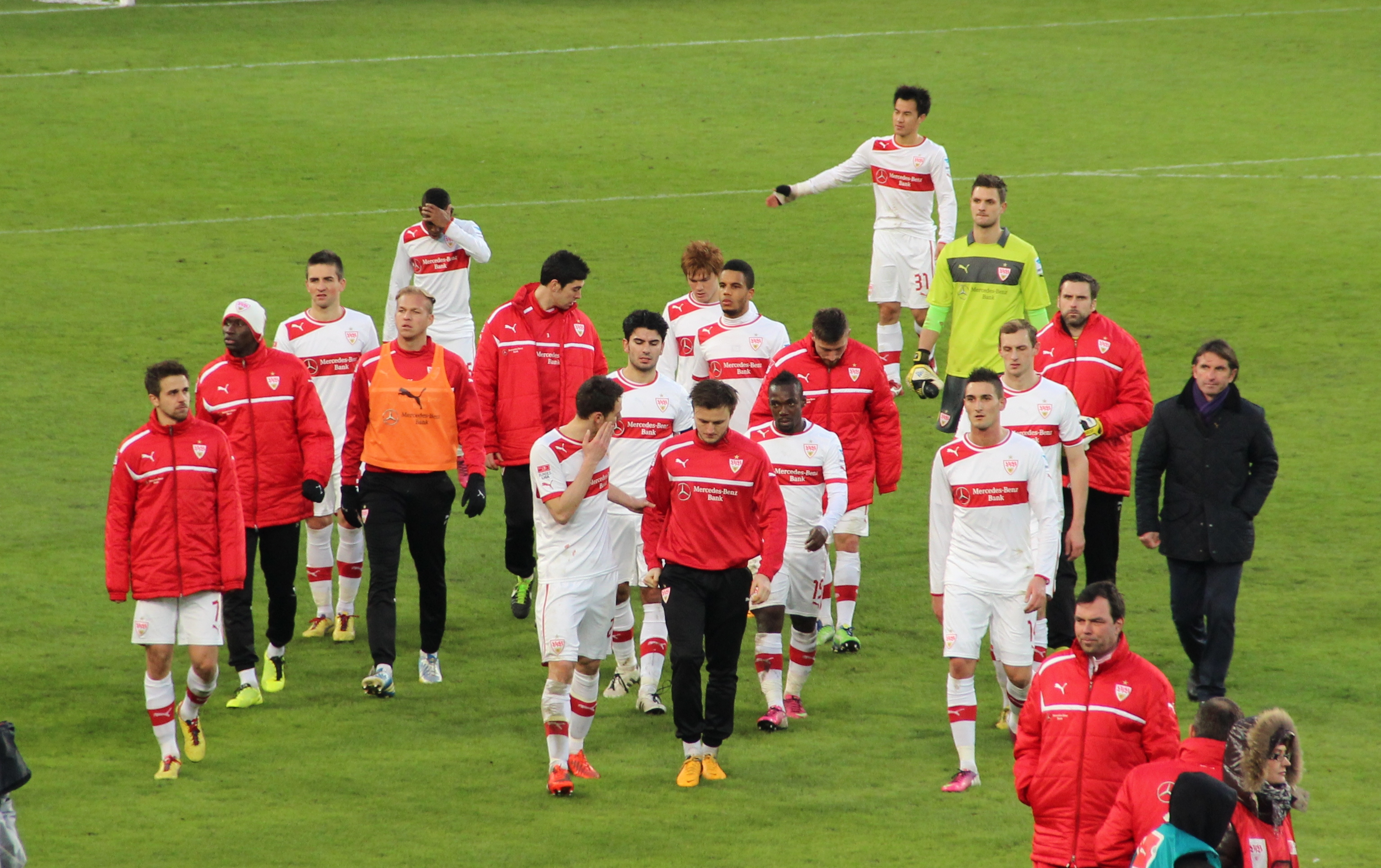
Uniformes del Stuttgart para la temporada 2012-13 por Puma.

La indumentaria del VfB Stuttgart es camiseta blanca con detalles en rojo, pantaloneta y medias blancas. Como resultado, el apodo más común del equipo es Die Schwaben (Los Suabos). Su mascota representa un Caimán llamado «Fritzle», antes nombrado VfB Alligator ha sido la mascota del Stuttgart desde 1992, por lo que es una de las mascotas más antiguas de la Bundesliga. Los colores tradicionales del club  son el blanco con detalles rojos y a menor medida el amarillo, además de usar una icónica franja roja en el uniforme titular, la camiseta alternativa generalmente está invertida en rojo con una franja blanca en el pecho, pantaloneta y medias rojas. Actualmente el Stuttgart es el principal asociado publicitario, y el titular actual de los derechos de la camiseta es Mercedes-Benz Bank, el proveedor es la multinacional alemana, Jako.

## Historia y evolución

### Proveedores y patrocinadores
| Patrocinadores y proveedores del Stuttgart desde 1975 | Patrocinadores y proveedores del Stuttgart desde 1975 | Patrocinadores y proveedores del Stuttgart desde 1975 | Patrocinadores y proveedores del Stuttgart desde 1975 | Patrocinadores y proveedores del Stuttgart desde 1975 | Patrocinadores y proveedores del Stuttgart desde 1975 |
| Periodo                                               | Proveedor                                             | Patrocinador (pecho)                                  | Rama                                                  | Patrocinador (manga)                                  | Rama                                                  |
| ----------------------------------------------------- | ----------------------------------------------------- | ----------------------------------------------------- | ----------------------------------------------------- | ----------------------------------------------------- | ----------------------------------------------------- |
| 1975–1976                                             |                                                       | ——                                                    | ——                                                    | Ninguno                                               | Ninguno                                               |
| 1976–1977                                             | Ningún proveedor conocido                             | Frottesana                                            | Textiles                                              | Ninguno                                               | Ninguno                                               |
| 1977–1978                                             | Erima                                                 | Frottesana                                            | Textiles                                              | Ninguno                                               | Ninguno                                               |
| 1978–1979                                             |                                                       | Frottesana                                            | Textiles                                              | Ninguno                                               | Ninguno                                               |
| 1979–1980                                             | Erima                                                 |                                                       | Óptica y fotografía                                   | Ninguno                                               | Ninguno                                               |
| 1980–1982                                             |                                                       |                                                       | Óptica y fotografía                                   | Ninguno                                               | Ninguno                                               |
| 1982–1986                                             | Dinkelacker                                           | Cervecería                                            |                                                       | Ninguno                                               | Ninguno                                               |
| 1986–1987                                             | Sanwald Extra                                         | Cervecería                                            |                                                       | Ninguno                                               | Ninguno                                               |
| 1987–1997                                             | Südmilch                                              | Procesamiento de leche                                | Ninguno                                               | Ninguno                                               |                                                       |
| 1997–1999                                             | Grupo Göttingen                                       | Finanzas                                              | Ninguno                                               | Ninguno                                               |                                                       |
| 1999–2002                                             |                                                       | Telecomunicaciones                                    | Ninguno                                               | Ninguno                                               |                                                       |
| 2002–2005                                             |                                                       | Telecomunicaciones                                    | Ninguno                                               | Ninguno                                               |                                                       |
| 2005–2010                                             |                                                       | Energía                                               | Ninguno                                               | Ninguno                                               |                                                       |
| 2010–2012                                             | Gazi                                                  | Procesamiento de leche                                | Ninguno                                               | Ninguno                                               |                                                       |
| 2012–2019                                             |                                                       | Finanzas                                              | Gazi (2017—2019)                                      | Procesamiento de leche                                |                                                       |
| 2019–2023                                             |                                                       | Finanzas                                              | (2019—2023)                                           | Industria automotriz                                  |                                                       |
| 2023–Actual                                           |                                                       | juegos de azar                                        | hep global (2023—presente)                            | energía solar                                         |                                                       |

Notas:
- No fue hasta la mitad de la década de 1970 cuando el club adoptó la incorporación de patrocinadores y publicidad en su uniforme. Hasta entonces las firmas o fábricas deportivas que confeccionaban la vestimenta no se encontraban patentes ni a la vista.
- A partir de la temporada 2017-18, el Stuttgart cuentan con patrocinio en su manga izquierda.

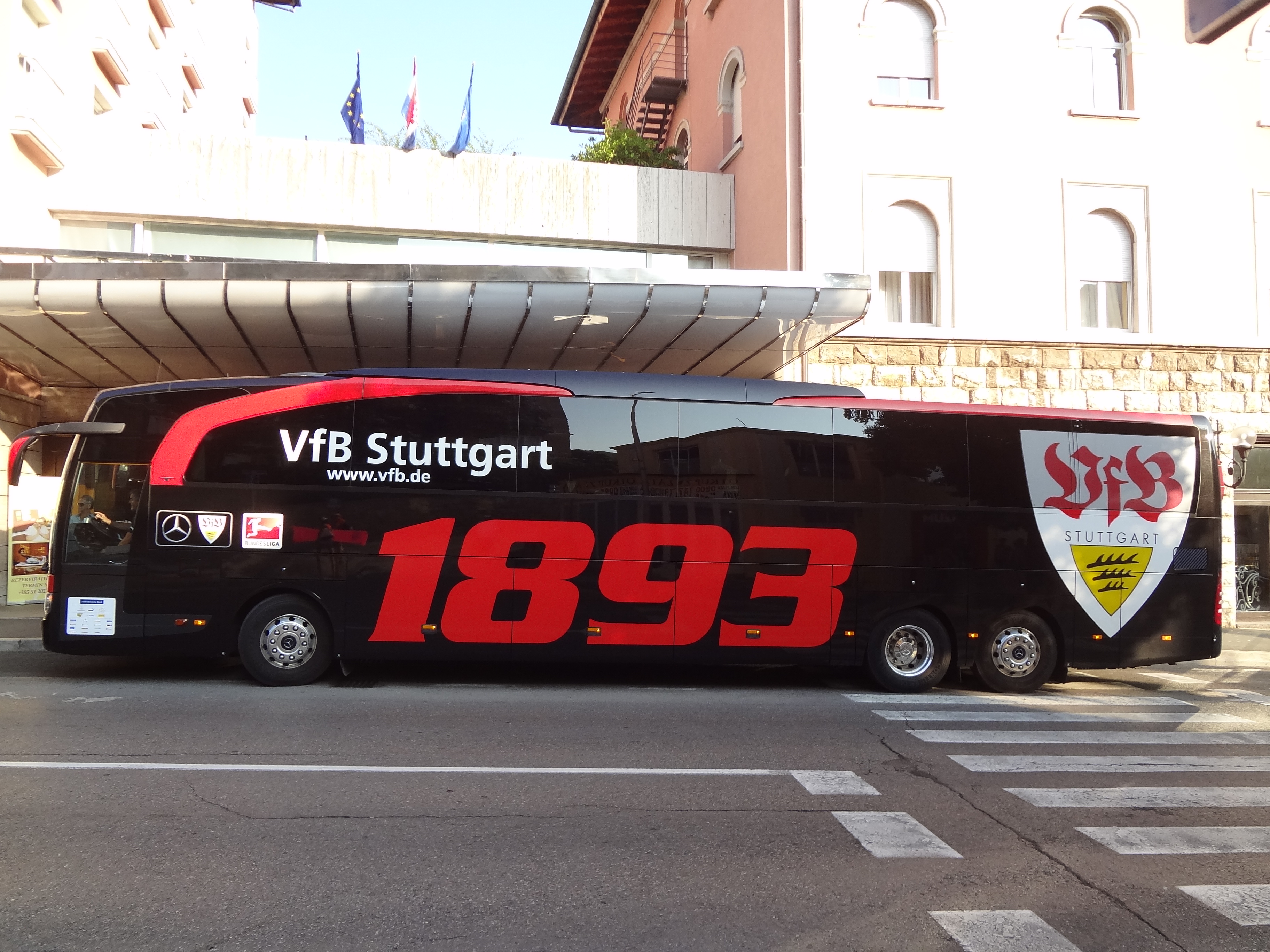
El autobús del equipo proporcionado por su patrocinador Mercedes-Benz, 2013.

La introducción de la franja en el pecho fue idea de los jugadores juveniles del Stuttgart en 1925. Originalmente, la franja en el pecho era continuo, por lo que también era visible en la parte posterior de la camiseta. Sólo en 1975-76 no se veía ninguna franja en el pecho en la camiseta. La franja del pecho en rojo es el símbolo que significa VfB y también se usa en algunas banderas, las llamadas banderas de anillo de pecho, utilizadas por los fanáticos del Stuttgart.
El nacimiento del patrocinio en Stuttgart se remonta a 1976, cuando el VfB se encontraba al borde de la 2. Bundesliga. En ese momento, se fundó Friends of VfB Stuttgart, que no solo apoyó financieramente al club, sino que también dio consejos para comercializar al Stuttgart y comenzó a vender recuerdos. En la temporada 1976-77, la empresa textil Frottesana se convirtió en el 1° patrocinador de camisetas del VfB. Los sucesores de esta empresa fueron Canon, Dinkelacker, Sanwald Extra, Südmilch, el Grupo Göttinger, Debitel y finalmente EnBW. Con el comienzo de la temporada 2010-11 Garmo fuecon su marca de productos lácteos Gazi, ha sido el patrocinador de camisetas del Stuttgart durante dos años. Para la temporada 2012-13, Mercedes-Benz Bank se convirtió en el nuevo patrocinador principal del Stuttgart.
Con el tiempo, finalmente se creó un grupo de patrocinadores, cuyos miembros podían llamarse socios oficiales del VfB Stuttgart. Erwin Stadt finalmente creó la pirámide de patrocinadores reorganizada, en la que los patrocinadores son los socios prémium por encima de los socios normales del equipo y los socios de servicio por debajo de la pirámide. En los partidos en casa se presentan actualmente 336 metros lineales de publicidad perimetral. Puma fue el proveedor del VfB hasta el final de la temporada 2018-19 después de que la larga asociación con Adidas terminara en 2002. A partir de la temporada 2019-20, Jako es el proveedor del VfB Stuttgart.
El VfB Freundeskreis tiene como objetivo promover y apoyar el fútbol en general y los intereses del VfB Stuttgart en particular, especialmente su trabajo juvenil. El trabajo con jóvenes se promueve, entre otras cosas, mediante una donación anual regular, así como pagos de donaciones adicionales para las celebraciones de Navidad y maestros artesanos.
El Freundeskreis está dirigido por una junta voluntaria. Dieter Hundt dirigió el Círculo de Amigos durante sus 15 años de actividad como primer presidente de 1988 a 2003, que finalizó con su traslado al Consejo de Supervisión del Stuttgart. Le siguió Arnulf Oberascher, director ejecutivo de Metallux AG con sede en Leutenbach, cerca de Stuttgart.
El 23 de febrero de 2015, Freundeskreis fue fundado como Freundeskreis des VfB Stuttgart e. V. inscrita en el registro de asociaciones. El 9 de noviembre de 2015, Arnulf Oberá scher ya no se presentó a las elecciones. Le siguió Klaus-Dieter Feld. Jürgen Schlensog fue elegido presidente el 27 de noviembre de 2017.

## Evolución cronológica

### Titular
| 1894    | 1911    | 1925-26 | 1950    | 1953    | 1953-58 | 1975-76 | 1976-77 |
| 1978-79 | 1979-80 | 1982-83 | 1983-84 | 1986-87 | 1989-90 | 1992-94 | 1994-95 |
| 1996-98 | 1998-00 | 2000-02 | 2002-03 | 2003-04 | 2004-05 | 2005-06 | 2006–07 |
| 2007-08 | 2008-09 | 2009-10 | 2010-11 | 2011-12 | 2012-13 | 2013-14 | 2014-15 |
| 2015-16 | 2016-17 | 2017-18 | 2018-19 | 2019-20 | 2020-21 | 2021-22 | 2022-23 |
| 2023-24 | 2024-25 |         |         |         |         |         |         |

| 1894    | 1911    | 1925-26 | 1950    | 1953    | 1953-58 | 1975-76 | 1976-77 |
| 1978-79 | 1979-80 | 1982-83 | 1983-84 | 1986-87 | 1989-90 | 1992-94 | 1994-95 |
| 1996-98 | 1998-00 | 2000-02 | 2002-03 | 2003-04 | 2004-05 | 2005-06 | 2006–07 |
| 2007-08 | 2008-09 | 2009-10 | 2010-11 | 2011-12 | 2012-13 | 2013-14 | 2014-15 |
| 2015-16 | 2016-17 | 2017-18 | 2018-19 | 2019-20 | 2020-21 | 2021-22 | 2022-23 |
| 2023-24 | 2024-25 |         |         |         |         |         |         |

| 1894    | 1911    | 1925-26 | 1950    | 1953    | 1953-58 | 1975-76 | 1976-77 |
| 1978-79 | 1979-80 | 1982-83 | 1983-84 | 1986-87 | 1989-90 | 1992-94 | 1994-95 |
| 1996-98 | 1998-00 | 2000-02 | 2002-03 | 2003-04 | 2004-05 | 2005-06 | 2006–07 |
| 2007-08 | 2008-09 | 2009-10 | 2010-11 | 2011-12 | 2012-13 | 2013-14 | 2014-15 |
| 2015-16 | 2016-17 | 2017-18 | 2018-19 | 2019-20 | 2020-21 | 2021-22 | 2022-23 |
| 2023-24 | 2024-25 |         |         |         |         |         |         |

| 1894    | 1911    | 1925-26 | 1950    | 1953    | 1953-58 | 1975-76 | 1976-77 |
| 1978-79 | 1979-80 | 1982-83 | 1983-84 | 1986-87 | 1989-90 | 1992-94 | 1994-95 |
| 1996-98 | 1998-00 | 2000-02 | 2002-03 | 2003-04 | 2004-05 | 2005-06 | 2006–07 |
| 2007-08 | 2008-09 | 2009-10 | 2010-11 | 2011-12 | 2012-13 | 2013-14 | 2014-15 |
| 2015-16 | 2016-17 | 2017-18 | 2018-19 | 2019-20 | 2020-21 | 2021-22 | 2022-23 |
| 2023-24 | 2024-25 |         |         |         |         |         |         |

### Alternativo
| 1989-90 | 1992-94 | 1997-99 | 2001-02 | 2002-03 | 2003-04 | 2004-06 | 2006-07 |
| 2007-08 | 2008-10 | 2010-12 | 2012-14 | 2014-15 | 2015–16 | 2016–17 | 2017–18 |
| 2018–19 | 2019–20 | 2020–21 | 2021–22 | 2022–23 | 2023–24 | 2024–25 |         |

| 1989-90 | 1992-94 | 1997-99 | 2001-02 | 2002-03 | 2003-04 | 2004-06 | 2006-07 |
| 2007-08 | 2008-10 | 2010-12 | 2012-14 | 2014-15 | 2015–16 | 2016–17 | 2017–18 |
| 2018–19 | 2019–20 | 2020–21 | 2021–22 | 2022–23 | 2023–24 | 2024–25 |         |

| 1989-90 | 1992-94 | 1997-99 | 2001-02 | 2002-03 | 2003-04 | 2004-06 | 2006-07 |
| 2007-08 | 2008-10 | 2010-12 | 2012-14 | 2014-15 | 2015–16 | 2016–17 | 2017–18 |
| 2018–19 | 2019–20 | 2020–21 | 2021–22 | 2022–23 | 2023–24 | 2024–25 |         |

| 1989-90 | 1992-94 | 1997-99 | 2001-02 | 2002-03 | 2003-04 | 2004-06 | 2006-07 |
| 2007-08 | 2008-10 | 2010-12 | 2012-14 | 2014-15 | 2015–16 | 2016–17 | 2017–18 |
| 2018–19 | 2019–20 | 2020–21 | 2021–22 | 2022–23 | 2023–24 | 2024–25 |         |

### Tercero
| 1996-98 | 2001-02 | 2003-04 | 2004-06 | 2006-08 | 2008-10 | 2010-12 | 2012-13 |
| 2013-14 | 2014–15 | 2015–16 | 2016–17 | 2017–18 | 2018–19 | 2019–20 | 2020–21 |
| 2022–23 | 2023–24 | 2024–25 |         |         |         |         |         |

| 1996-98 | 2001-02 | 2003-04 | 2004-06 | 2006-08 | 2008-10 | 2010-12 | 2012-13 |
| 2013-14 | 2014–15 | 2015–16 | 2016–17 | 2017–18 | 2018–19 | 2019–20 | 2020–21 |
| 2022–23 | 2023–24 | 2024–25 |         |         |         |         |         |

| 1996-98 | 2001-02 | 2003-04 | 2004-06 | 2006-08 | 2008-10 | 2010-12 | 2012-13 |
| 2013-14 | 2014–15 | 2015–16 | 2016–17 | 2017–18 | 2018–19 | 2019–20 | 2020–21 |
| 2022–23 | 2023–24 | 2024–25 |         |         |         |         |         |

| 1996-98 | 2001-02 | 2003-04 | 2004-06 | 2006-08 | 2008-10 | 2010-12 | 2012-13 |
| 2013-14 | 2014–15 | 2015–16 | 2016–17 | 2017–18 | 2018–19 | 2019–20 | 2020–21 |
| 2022–23 | 2023–24 | 2024–25 |         |         |         |         |         |

### Copa/Europa
| Final Recopa (1998) | Europa (2002-03) |

| Final Recopa (1998) | Europa (2002-03) |

| Final Recopa (1998) | Europa (2002-03) |

| Final Recopa (1998) | Europa (2002-03) |

### 4° uniforme/Especial
| 4° uniforme (2007-08) | 5° uniforme (2007-08) | 125 Años (2018–19) | 4.º Uniforme (2019-20) |

| 4° uniforme (2007-08) | 5° uniforme (2007-08) | 125 Años (2018–19) | 4.º Uniforme (2019-20) |

| 4° uniforme (2007-08) | 5° uniforme (2007-08) | 125 Años (2018–19) | 4.º Uniforme (2019-20) |

| 4° uniforme (2007-08) | 5° uniforme (2007-08) | 125 Años (2018–19) | 4.º Uniforme (2019-20) |

### Arquero
| 1° (2006-07) | 2° (2006-07) | 3° (2006-07) | 4° (2006-07) | 1° (2009-10) | 2° (2009-10) | 3° (2009-10) | 4° (2009-10) |
| 1° (2010-11) | 2° (2010-11) | 3° (2010-11) | 4° (2010-11) | 1° (2011-12) | 2° (2011-12) | 3° (2011-12) | 4° (2011-12) |
| 1° (2012-13) | 2° (2012-13) | 3° (2012-13) | 4° (2012-13) | 1° (2013-14) | 2° (2013-14) | 3° (2013-14) | 4° (2013-14) |
| 1° (2014-15) | 2° (2014-15) | 3° (2014-15) | 4° (2014-15) | 1° (2015-16) | 2° (2015-16) | 3° (2015-16) | 4° (2015-16) |
| 1° (2016-17) | 2° (2016-17) | 3° (2016-17) | 4° (2016-17) | 1° (2017-18) | 2° (2017-18) | 3° (2017-18) | 4° (2017-18) |
| 1° (2018-19) | 2° (2018-19) | 3° (2018-19) | 4° (2018-19) | 1° (2019-20) | 3° (2019-20) | 4° (2019-20) | 1° (2020-21) |
| 2° (2020-21) |              |              |              |              |              |              |              |

| 1° (2006-07) | 2° (2006-07) | 3° (2006-07) | 4° (2006-07) | 1° (2009-10) | 2° (2009-10) | 3° (2009-10) | 4° (2009-10) |
| 1° (2010-11) | 2° (2010-11) | 3° (2010-11) | 4° (2010-11) | 1° (2011-12) | 2° (2011-12) | 3° (2011-12) | 4° (2011-12) |
| 1° (2012-13) | 2° (2012-13) | 3° (2012-13) | 4° (2012-13) | 1° (2013-14) | 2° (2013-14) | 3° (2013-14) | 4° (2013-14) |
| 1° (2014-15) | 2° (2014-15) | 3° (2014-15) | 4° (2014-15) | 1° (2015-16) | 2° (2015-16) | 3° (2015-16) | 4° (2015-16) |
| 1° (2016-17) | 2° (2016-17) | 3° (2016-17) | 4° (2016-17) | 1° (2017-18) | 2° (2017-18) | 3° (2017-18) | 4° (2017-18) |
| 1° (2018-19) | 2° (2018-19) | 3° (2018-19) | 4° (2018-19) | 1° (2019-20) | 3° (2019-20) | 4° (2019-20) | 1° (2020-21) |
| 2° (2020-21) |              |              |              |              |              |              |              |

| 1° (2006-07) | 2° (2006-07) | 3° (2006-07) | 4° (2006-07) | 1° (2009-10) | 2° (2009-10) | 3° (2009-10) | 4° (2009-10) |
| 1° (2010-11) | 2° (2010-11) | 3° (2010-11) | 4° (2010-11) | 1° (2011-12) | 2° (2011-12) | 3° (2011-12) | 4° (2011-12) |
| 1° (2012-13) | 2° (2012-13) | 3° (2012-13) | 4° (2012-13) | 1° (2013-14) | 2° (2013-14) | 3° (2013-14) | 4° (2013-14) |
| 1° (2014-15) | 2° (2014-15) | 3° (2014-15) | 4° (2014-15) | 1° (2015-16) | 2° (2015-16) | 3° (2015-16) | 4° (2015-16) |
| 1° (2016-17) | 2° (2016-17) | 3° (2016-17) | 4° (2016-17) | 1° (2017-18) | 2° (2017-18) | 3° (2017-18) | 4° (2017-18) |
| 1° (2018-19) | 2° (2018-19) | 3° (2018-19) | 4° (2018-19) | 1° (2019-20) | 3° (2019-20) | 4° (2019-20) | 1° (2020-21) |
| 2° (2020-21) |              |              |              |              |              |              |              |

| 1° (2006-07) | 2° (2006-07) | 3° (2006-07) | 4° (2006-07) | 1° (2009-10) | 2° (2009-10) | 3° (2009-10) | 4° (2009-10) |
| 1° (2010-11) | 2° (2010-11) | 3° (2010-11) | 4° (2010-11) | 1° (2011-12) | 2° (2011-12) | 3° (2011-12) | 4° (2011-12) |
| 1° (2012-13) | 2° (2012-13) | 3° (2012-13) | 4° (2012-13) | 1° (2013-14) | 2° (2013-14) | 3° (2013-14) | 4° (2013-14) |
| 1° (2014-15) | 2° (2014-15) | 3° (2014-15) | 4° (2014-15) | 1° (2015-16) | 2° (2015-16) | 3° (2015-16) | 4° (2015-16) |
| 1° (2016-17) | 2° (2016-17) | 3° (2016-17) | 4° (2016-17) | 1° (2017-18) | 2° (2017-18) | 3° (2017-18) | 4° (2017-18) |
| 1° (2018-19) | 2° (2018-19) | 3° (2018-19) | 4° (2018-19) | 1° (2019-20) | 3° (2019-20) | 4° (2019-20) | 1° (2020-21) |
| 2° (2020-21) |              |              |              |              |              |              |              |